# Karl Augustesen
| (3033) Holbaek (1) (2)                                                                                      | 5. März 1984      |
| (3309) Brorfelde (3)                                                                                        | 28. Januar 1982   |
| (3318) Blixen (1)                                                                                           | 23. April 1985    |
| (3369) Freuchen (1)                                                                                         | 18. Oktober 1985  |
| (3596) Meriones (1)                                                                                         | 14. November 1985 |
| (3934) Tove (1) (2)                                                                                         | 23. Februar 1987  |
| (5320) Lisbeth (1) (2)                                                                                      | 14. November 1985 |
| (5321) Jagras (1) (2)                                                                                       | 14. November 1985 |
| 1. (1) zusammen mit Poul Jensen 2. (2) zusammen mit Hans Jørn Fogh Olsen 3. (3) zusammen mit Kåre S. Jensen |                   |

Karl A. Augustesen (* 1945, auch gelistet als Kalle Augustesen oder Carl Augustesen) ist ein dänischer Astronom.
Augustesen arbeitete am Brorfelde-Observatorium, wo er einige Asteroiden entdeckte, wie (3596) Meriones am 14. November 1985 zusammen mit Poul Jensen. Den zuvor im April des gleichen Jahres entdeckten Asteroiden nannten beide nach Karen Blixen, der dänischen Autorin. Offiziell heißt er nun (3318) Blixen.
Nach ihm ist der Asteroid (5171) Augustesen benannt.